# Diego Quispe Tito

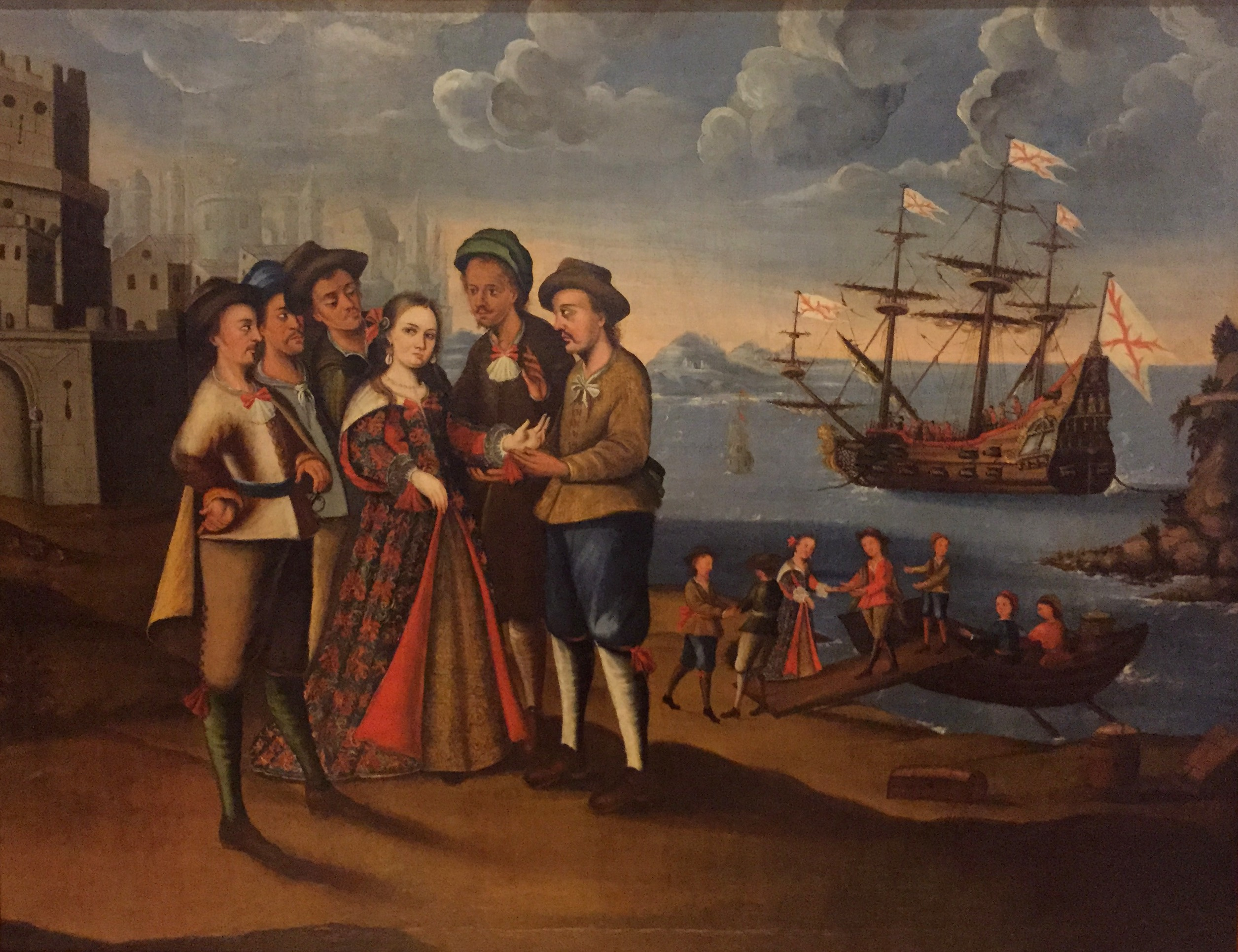

Diego Quispe Tito (ur. 1611, zm. 1681) – peruwiański malarz z ludu Keczua, jeden z głównych członków szkoły kuzkeńskiej.
Pochodził ze szlacheckiej rodziny inkaskiej. Początkowo malował w stylu  włoskiego manieryzmu, później wykształcił własny styl, typowy dla szkoły kuzkańskiej.
Najbardziej znanymi jego dziełami są: cykl obrazów ukazujących życie Jana Chrzciciela w kościele św. Sebastiana w Cuzco oraz Zodiak w archikatedrze w Cuzco – 12 obrazów, na podstawie grafik twórców europejskich.